# Minibiotus harrylewisi
Espèce
Minibiotus harrylewisi est une espèce de tardigrades de la famille des Macrobiotidae.

## Distribution
Cette espèce est endémique du KwaZulu-Natal en Afrique du Sud.

## Publication originale
- Meyer & Hinton, 2009 : The Tardigrada of southern Africa, with the description of Minibiotus harrylewisi, a new species from KwaZulu-Natal, South Africa (Eutardigrada: Macrobiotidae). African Invertebrates, vol. 50, no 2, p. 255-268.